# Brycinus abeli
Brycinus abeli är en fiskart som först beskrevs av Fowler, 1936.  Brycinus abeli ingår i släktet Brycinus och familjen Alestidae. IUCN kategoriserar arten globalt som otillräckligt studerad. Inga underarter finns listade.